# Спрос
Спрос (англ. demand) — это зависимость между ценой и количеством товара, который покупатели могут и желают купить по строго определённой цене, в определённый промежуток времени.

## Определение
Согласно К. Р. Макконнеллу и С. Л. Брю, спрос можно представить в виде шкалы или кривой, показывающей количество продукта, которое потребители готовы и в состоянии купить по каждой конкретной цене из ряда возможных в течение определённого периода времени. Спрос отражает ряд альтернативных возможностей, которые можно представить в форме таблицы или графика, показывая то количество продукта, на которое будет предъявлен спрос при разных ценах при прочих равных условиях.

## Закон спроса
По К. Р. Макконнеллу и С. Л. Брю закон спроса — обратная зависимость между ценой и величиной спроса на товар или услугу в течение определённого периода времени.

## Кривая спроса
Кривая спроса — кривая, показывающая, какое количество экономического блага готовы приобрести покупатели по разным ценам в данный момент времени. Функция спроса — функция, определяющая спрос в зависимости от влияющих на него различных факторов.

## Изменение величины спроса
Следует различать понятия величина спроса и спрос. Величина спроса (объём спроса) представляет собой количество товара или услуги, которое готов приобрести покупатель по конкретной цене в течение определённого периода, а спрос на товар — это готовность потребителя приобрести товар при всевозможных ценах, то есть, функциональная зависимость величины спроса от цены.
При рассмотрении кривой спроса прочие условия, влияющие на величину спроса, кроме цены предполагаются неизменными. Величина спроса изменяется за счет цены.
Спрос на квартиры можно проиллюстрировать следующей таблицей. При понижении цены предложения увеличивается величина спроса, то есть покупатели желают купить больше квартир.
| Цена предложения | Величина спроса   |
| ---------------- | ----------------- |
| 1 000 000 рублей | 1 квартира в мес. |
| 90 000 рублей    | 10 квартир в мес. |

Как правило, чем выше цена, тем ниже величина спроса, и наоборот. В некоторых случаях отмечается так называемый парадоксальный спрос — повышение величины спроса с ростом цены. Это наблюдается в случаях расточительного потребления, целью которого является демонстрация богатства (дорогие автомобили, модная одежда, ювелирные украшения). Товары, спрос на которые ведёт себя таким образом, называют «товарами Веблена». Другое исключение относится к противоположному концу спектра: потребители в очень бедных странах могут начать покупать меньше низкокачественных продуктов, например, риса, если цена на них снизится. Это объясняется тем, что потребители смогут потратить оставшиеся деньги (после удешевлённой покупки) на другие, более разнообразные продукты. Подобные товары называются «товарами Гиффена».
Спрос характеризуется также эластичностью. Если при повышении или понижении цены товар покупают практически в тех же количествах, то такой спрос называют неэластичным. Если же изменение цены приводит к резкому изменению величины спроса — эластичным.
Неэластичен, как правило, спрос на предметы первой необходимости, спрос на другие товары обычно эластичнее. Парадоксальным часто бывает спрос на предметы роскоши или атрибуты статуса.

## Детерминанты спроса
Однако, существуют неценовые факторы, которые смещают кривую спроса:
1. потребительские предпочтения, их вкусы;
2. изменение числа покупателей;
3. денежные доходы населения;
4. цены на взаимозаменяемые и взаимодополняющие товары;
5. потребительские ожидания.

## Изменение в спросе
В случае если неценовые факторы ведут к увеличению спроса — кривая спроса на графике сдвигается вправо и вверх (D1-D2). В случае если неценовые факторы ведут к сокращению спроса — кривая сдвигается влево и вниз.